# Campeonato de España de Ciclismo en Ruta 1921
El XXI Campeonato de España de Ciclismo en Ruta se disputó en Madrid el 5 de junio de 1921 sobre un recorrido de 100 kilómetros.
El ganador de la prueba fue Ramón Valentín, que se impuso al sprint en la línea de llegada. Miguel García y Guillermo Antón completaron el podio.

## Clasificación final
| Pos. | Ciclista           | Equipo | Tiempo    |
| ---- | ------------------ | ------ | --------- |
| 1.   | Ramón Valentín     |        | 3h 20'13" |
| 2.   | Miguel García      |        | m.t.      |
| 3.   | Guillermo Antón    |        | m.t.      |
| 4.   | Vicente Puchades   |        | m.t.      |
| 5.   | Gregorio de la Osa |        | m.t.      |
| 6.   | Feliciano Gómez    | -      | m.t.      |
| 7.   | Bienvenido Torres  |        | m.t.      |
| 8.   | Luis Torres        |        | m.t.      |
| 9.   | Juan Martínez      |        | m.t.      |
| 10.  | Marceloni Llopis   |        | m.t.      |